# Festival de la Luzège
Le festival de théâtre de la Luzège est un festival de théâtre qui se tient en Corrèze.
La première édition a lieu en 1987, au roc du Gour Noir, site principal, sur la commune de Saint-Pantaléon-de-Lapleau.
Il est à l'origine organisé en coopération par l'association du Roc du Gour Noir (RGN) La Luzège et la compagnie théâtrale La Chélidoine. L'association RGN-La Luzège, créée en 1986 à Lapleau en Corrèze, a pour but le développement culturel et la création théâtrale.
Elle porte désormais le projet sous l’appellation La Luzège Festival.

## Histoire
L'idée du festival naît en 1985, alors que les élus de Lapleau et Saint-Pantaléon-de-Lapleau s'interrogent avec une équipe de jeunes comédiens sur les moyens de sauvegarder et de valoriser un ancien prieuré du XIIe siècle, situé au bord des gorges de la Luzège au roc du Gour Noir,.
Le partage de ce projet avec la population des deux villages donne naissance à l'association Roc du Gour Noir (RGN)-La Luzège, et à son festival de théâtre dès l'été 1987. Les deux premières éditions sont organisées conjointement par l'association et la compagnie La Chélidoine.
À partir de 1989, l'association RGN-La Luzège prend en charge seule la manifestation et son organisation, devenant ainsi productrice de spectacles. Les artistes et les différents métiers du spectacle coopèrent avec les bénévoles de l'association pour la mise en place des éditions du festival. Sous l'impulsion de son président fondateur Roger Ponty, maire de Lapleau, l'association se mobilise pour soutenir le projet sur le territoire. Elle ouvre notamment un atelier de confection de costumes de théâtre qui travaille pendant plusieurs années sous la direction de costumiers professionnels.
À partir de 1989, le projet théâtral est porté par un directeur artistique qui prend en charge le choix des pièces, la constitution des équipes, le choix des lieux. Cette fonction est assurée successivement par Philippe Ponty (fils de Roger Ponty) de 1989 à 1999, Lionel Parler de 2000 à 2002, Paul Golub en 2003 et 2004, et à nouveau Philippe Ponty depuis 2005.
À partir de 2013, il est accompagné d'une coopérative artistique composée de Marie-Pierre Bésanger, Agnès Guignard, Laurent Rousseau, Stéphane Schoukroun, Gigi Tapella et Aristide Tarnagda.
En 2019, Philippe Ponty passe la main à un collectif d'acteurs (Clémentine Haro, Fabrice Henry, Romane Ponty-Bésanger et Vincent Pouderoux) pour assurer la direction artistique du festival.

## Productions
(Liste non exhaustive)
- 1987 : Geoffroy Tête-Noire de Jacques Bens, mise en scène Pierre Vial
- 1988 : La Mère confidente de Marivaux, mise en scène de Pierre Vial
- 1989 : La Guerre aux étangs de Jacques Bens, mise en scène Véronique Widock
- 1990 :
  - Les Fourberies de Scapin de Molière, mise en scène Gervais Robin
  - Britannicus de Jean Racine, mise en scène Philippe Ponty
  - Conversation sur la Montagne d'Eugène Durif, mise en scène Patrick Pineau
- 1991 : Belibaste de Henri Gougaud, mise en scène Odile Locquin
- 1992 :
  - Œdipe, de et avec Henri Gougaud et François Chaumette
  - Cymbeline de William Shakespeare, mise en scène Marie-Isabelle Heck
  - Sans-titre de Federico García Lorca, mise en scène Jean-Louis Hourdin
- 1993 :
  - Il Circo Popolare Poquelino, mise en scène de Paul Golub
  - Dans la solitude des champs de coton, Combat de nègre et de chiens et Tabataba de Bernard-Marie Koltès, mise en scène Moïse Touré
  - Roberto Zucco de Bernard-Marie Koltès, mise en scène Philippe Ponty
  - Regards Croisés de et par Beñat Achiary, Michel Doneda, Patrick Fabre, Jean Pallandre et Jean-François Prigent
- 1994 : 
  - Le Dragon d’après Evgueni Schwarz, mise en scène Philippe Ponty
  - Fremd de Paolo Dalla Sega, mise en scène Gigi Tapella[3]
- 1995 :
  - Le Songe d'une nuit d'été de William Shakespeare, mise en scène de Paul Golub
  - Entre l’avenue de la gloire et la rue du cimetière de et par Didier Kowarsky et l’Orphétéon
  - Lupusinfabulae de Myriam Bardini, mise en scène Gigi Tapella
- 1996 :
  - Sonno Léone (Le Sommeil du lion), texte et mise en scène Philippe Ponty[3]
  - Le Coup de pied de l’ange d'Eugène Durif, mise en scène Marie-Pierre Bésanger
  - Giulietta et Roméo d'Eugène Durif, mise en scène de Gigi Tapella
- 1997 :
  - Mais n'te promène donc pas toute nue de Georges Feydeau, mise en scène Philippe Ponty
  - Macbeth de William Shakespeare, mise en scène de Paul Golub
- 1998 : L’École des Femmes de Molière, mise en scène de Lionel Parlier
- 1999 :
  - Hamlet sur la route de Shakespeare, mise en scène de Paul Golub
  - La Nuit des Moulins d’après Cervantès, mise en scène Bruno Stori
  - Nyna et Yann d’après Andersen, mise en scène Miriam Bardini, Sylviane Onken et Gigi Tapella
  - Quel est ce sexe qu’ont les anges ? d’après Jean Brisset, adapté par Eugène Durif, mise en scène Catherine Beau et Eugène Durif
- 2000 :
  - Quand les oiseaux auront des ailes... d'Eugène Durif, mise en scène Marie-Pierre Bésanger
  - Ruy Blas de Victor Hugo, mise en scène Maria Zachenska
- 2000, 2001 et 2002 : La famille Fretin (clown), interventions poétiques et improvisées de Clémentine Yelnik
- 2001 :
  - La Mouette de Tchekhov, mise en scène Sandrine Barciet
  - Qu’est-ce que la justice, d’après Platon, adaptation et mise en scène Grégoire Ingold
- 2002 :
  - Le Tour du monde en 80 jours d'après Jules Verne, mise en scène François Kergourlay
  - Mario et Lyse de Philippe Ponty, mise en scène Marie-Pierre Bésanger
- 2003 : Le Chien du jardinier de Lope de Vega, mise en scène Hervé Petiot
- 2003, 2004, 2005 et 2011 : Bajka, musique festive de l’est profond
- 2004 :
  - Danser à Lughnasa de Brian Friel, mise en scène Guy Freixe
  - Le Groenland de Pauline Sales, mise en scène Marie-Pierre Bésanger
  - Itinéraires Bis et Urgences de et par Pepito Mateo
- 2005 : Iliades de Philippe Ponty, mise en scène Gigi Tapella
- 2006 :
  - La Pluie d'été de Marguerite Duras, mise en scène Marie-Pierre Bésanger[9]
  - Le Principe de solitude, chorégraphies d'Eddy Maalem
- 2006 et 2007 : Interventions et Harangues du clown Ructor Vigo
- 2007 :
  - Le Barbier de Séville et Le Mariage de Figaro de Beaumarchais, mises en scène de Jean-François Legarrec
  - L’Invisible de Philippe Blasband, avec Dieudonné Kabongo, mise en scène Astrid Mamina
- 2008 : Les Cinq Noms de résistance de Georges Guingouin d'Armand Gatti, mis en scène par Marie-Pierre Bésanger[3]
- 2009 : Trois Mousquetaires, création collective
- 2010 : D.R.A.C.U.L.A de Philippe Ponty d'après Bram Stoker, mise en scène Gigi Tapella
- 2011 : Le Retour d'Ulysse de Philippe Ponty d'après Homère, mise en scène Gigi Tapella
- 2012 : La petite a dit Non de Philippe Ponty d'après Antigone de Jean Anouilh et La Chèvre de monsieur Seguin d'Alphonse Daudet, mise en scène Marie-Pierre Bésanger
- 2013 :
  - Terre Rouge d'Aristide Tarnagda, mise en scène Marie-Pierre Bésanger
  - Wrong Side de et par Didier Kowarsky
- 2014 : Z..., création collective par la Coopérative artistique de la Luzège
- 2015 : Roméo & Juliette de William Shakespeare, mise en scène Aristide Tarnagda
- 2016 :
  - La Réunification des deux Corées de Joël Pommerat (en lecture), mise en scène Marie-Pierre Bésanger
  - Reprise de Roméo & Juliette
- 2017 : Le Médecin malgré lui de Molière, mise en scène Vincent Pouderoux
- 2018 :
  - FEYDEAU ! d'après Feu la mère de Madame et Hortense a dit je m'en fous, mise en scène Fabrice Henry
  - Gretel et Hansel de Suzanne Lebeau, mise en scène Marie-Pierre Bésanger
- 2019 :
  - Platonov, d'après Anton Tchekhov, adaptation et mise en scène de Vincent Pouderoux, assisté de Clémentine Haro[7]
  - La Réunification des deux Corées de Joël Pommerat, mise en scène Marie-Pierre Bésanger[7]
- 2020 :
  - La Tempête, théâtre et musique d'après William Shakespeare, adaptation et mise en scène de Fabrice Henry et Romane Ponty-Bésanger
- 2021[10] : 
  - La Traversée d'Alice, librement inspiré d'Alice au pays des merveilles de Lewis Caroll, texte de Marion Guilloux, mise en scène de Clémentine Haro[11]
  - Bon appétit, Messieurs !, textes de Victor Hugo, mise en scène de Victor Calcine et Romane Ponty-Bésanger
- 2022[12] : 
  - Cyrano d'Edmond Rostand, mise en scène de Romane Ponty-Bésanger
  - Petite Sorcière, texte de Pascal Brullemans / Cabaret
- 2023[13] : 
  - Peer Gynt d'Henrik Ibsen, mise en scène de Vincent Pouderoux[14]
  - Le Petit Prince d'Antoine de Saint-Exupéry, mise en scène de Fabrice Henry / Cabaret
- 2024[15] : 
  - Marius de Marcel Pagnol, mise en scène de Maxime Bonnand[16]
  - Fugue de François Copin (seul en scène), suivi de Le Festin sélénite

### Carte blanche
- 1990 : Alain Cuny lit et dit de la poésie.
- 1991 et 1994 : François Chaumette